# Patricia Louise Dudley
Patricia Louise «Pat» Dudley (Denver, Colorado, 22 de mayo de 1929 - 30 de septiembre de 2004) fue una zoóloga estadounidense especializada en la investigación de copépodos. Fue pionera en el uso de un microscopio electrónico para estudiar los órganos y tejidos de copépodos. Enseñó en Barnard College durante 35 años y se desempeñó como presidenta del departamento de Ciencias Biológicas. Dudley fue miembro de la facultad de la Fundación Nacional de Ciencia. Donó fondos para fundar la Patricia L. Dudley Endowment en Friday Harbor Labs. 

## Primeros años y educación
Dudley nació en Denver, Colorado, Estados Unidos, el 22 de mayo de 1929, hija de David C. y Carolyn Dudley. Su padre murió en 1932, y su familia vivía en Colorado Springs con sus abuelos maternos cuando ella era una niña. Se graduó de Colorado Springs High School en 1947.
En 1951, Dudley se graduó con una licenciatura de la Universidad de Colorado, donde estudió bajo la orientación de Robert William Pennak, un especialista en limnología. Recibió su maestría en ciencias en 1953 de la Universidad de Washington completando su tesis sobre el tema de la fauna existente en cuatro arroyos del Condado de Boulder, Colorado.
Dudley continuó su educación con Paul Louis Illg en la Universidad de Washington, donde contribuyó en la investigación de organismos acuáticos, entre ellos los crustáceos conocidos como copépodos e invertebrados conocidos como tunicados, en las distintas etapas de su desarrollo. En 1957, defendió su tesis titulada Development of Notodelphyid Copepods and the Application of Larval Characteristics to the Systematics of some Species from the Northeastern Pacific.

## Trayectoria
Después de sus estudios de posgrado, se unió a la facultad de la Universidad de Columbia en 1959, como profesora de zoología en Barnard College, una posición que ocupó hasta su jubilación en 1994. Pasó dos años, en 1969 y 1971, como investigadora en el programa de Ecología Sistemática en el Laboratorio de Biología Marina de la Institución Oceanográfica de Woods Hole. En 1979, se convirtió en presidenta del departamento de Ciencias Biológicas en Barnard.
Fue una de las primeras en utilizar el microscopio electrónico para estudiar las estructuras finas de los órganos y tejidos de copépodos.
Dudley se desempeñó como secretaria de la sección de biología de invertebrados de la American Society of Zoologists desde 1973 hasta 1976. También fue miembro del Instituto Estadounidense de Ciencias Biológicas, la Asociación de Biología Marina del Reino Unido y la  American Microscopical Society.
Durante su etapa como estudiante de posgrado en Washington, trabajó en Friday Harbor Laboratories, como instructora en zoología de invertebrados marinos. A menudo pasaba su tiempo allí, enseñando y continuando la investigación de copépodos. Dejó un legado estableciendo The Patricia L. Dudley Endowment para apoyar «investigaciones o becas para el estudio de la sistemática, la estructura de los organismos marinos o para la ecología de los invertebrados marinos».
Dudley murió el 30 de septiembre de 2004 en Seattle, Washington. Los documentos de Dudley están archivados en las Colecciones Especiales de las Bibliotecas de la Universidad de Washington. Su obituario en Monoculus: Copepod Newsletter la describió como «una de las innovadoras inteligentes de [copepodología]» y «una profesora experta, importante e incansable».

## Honores
Dudley fue nombrada miembro de la facultad de la Fundación Nacional para la Ciencia en 1965.

## Publicaciones destacadas

### Reportes
- Marine Flora and Fauna of the Eastern United States Copepoda, Cyclopoida: Archinotodelphyidae, Notodelphyidae, and Ascidicolidae[15]

### Artículos
- Fine Structural Studies of the Dicyemid Mesozoan, Dicyemmenea californica McConnaughey. I. Adult Stages[16]
- Synaptonemal polycomplexes in spermatocytes of the gooseneck barnacle, Pollicipes polymerus Sowerby (Crustacea: Cirripedia)[17]
- The fine structure of a cephalic sensory receptor in the copepod Doropygus seclusus Illg (Crustacea: Copepoda: Notodelphyidae)[18]
- A light and electron microscopic study of tissue interactions between a parasitic copepod, Scolecodes huntsmani (Henderson), and its host ascidian, Styela gibbsii (Stimpson)[19]

### Libros
- The family Ascidicolidae and its subfamilies (Copepoda, Cyclopoida), with descriptions of new species[20]
- Development and systematics of some Pacific marine symbiotic copepods: a study of the biology of the Notodelphyidae, associates of Ascidians[7]